# Fuckop Family
Fuckop Family es una banda de Alicante, España, formada en 2001. Es uno de los grupos pioneros en la península en mezclar el metal con reggae, punk, funk o drum and bass, por lo que se les etiquetó como Fusion Core o  Ragga Metal
Han compartido escenario con bandas como Soulfly, Suicidal Tendencies, Biohazard o Ratos de Porao

## Historia
Con su primer disco Esto no es vida, grabado en 2003, consiguieron agotar hasta 3 ediciones en tan solo unos meses.  Fue elegido por la revista "Metal Hammer" como uno de los mejores discos del año.
En 2006 salió a la luz Antisistema sound connection, disco en el que cuentan con colaboraciones de músicos de Ktulu, Maniática, Narco, Displomen y el MC Picolo de Zona Norte Posse, además viene acompañado con un DVD en directo grabado en el festival Muvifest. La promoción de este álbum los llevó a tocar en varios festivales importantes y es editado en otros países como Japón y México.
En 2009 grabaron Levante corruption, que significó la consolidación de la banda. Tocan en los macrofestivales españoles más importantes del momento como el Viñarock, Aúpa Lumbreiras, Cebolla Rock, Derrame Rock y Petroleorock. También realizan entrevistas en diversos medios de comunicación. En este álbum cuentan con colaboraciones de Todos tus muertos, Urban Poizon, Scurro, Habeas Corpus, Sindicato del Crimen, Krakovia, Banda Jachis o Escuela de Odio. También hay incluidas varias versiones de grupos tan dispares como House of Pain, The Clash o Cicatriz.
En 2012 publican su cuarto disco, Spain no brain (ataque zombie), y se embarcan en su 6.ª gira. El disco, autoeditado, es uno de los más trabajados y originales de su carrera, tuvo una tirada inicial de 10 000 unidades, las cuales se regalaron junto con la revista Rockzone del mes de mayo de 2012.
En mayo de 2013 el grupo edita su primer disco en directo: ...en la cúpula del trueno, concierto grabado en la fiesta de presentación del festival Aúpa Lumbreiras el 2 de febrero del 2013.
En diciembre de 2013 el grupo hace un parón de los escenarios, pasando algunos de sus miembros a formar la banda A Machete.
Retoman la actividad en 2015 grabando el disco Kinkilleros (2017) y los sencillos Supercop Sayan(2020),Demasiado Viejos (2022), y Lata Barata(Cover de Sepultura 2022).
En 2023 lanzan el disco en directo  Fuckop & Family" grabado en el Rabolagartija Festival con colaboraciones de "Masa" de "Sons Of Aguirre, Jorge "Konsumo Respeto", Eli y Ferdi de "Trashtucada", "Xpresidentx", Scurro de "Narco" Esteve de "Auxili" y Panxo de "Zoo"

## Discografía
- Esto no es vida, Zero Records (2003)
- Antisistema sound connection, GOR Discos (2007)
- Levante corruption, Maldito Records (2009)
- Spain no brain (ataque zombie) (2012)
- ...en la cúpula del trueno (2013)
- Kinkilleros (2017)
- Demasiado viejos (2022)

## Miembros
- Ganga - Voz  (2001-presente)
- Ricky Menor - Bajo y voz  (2001-presente)
- Abadía -Voz  (2011-presente)
- Carlitos way-percusión (2012-presente)
- Adrián Delgado -guitarra (2019-presente)
- Alex Piñol - batería (2022-presente)

### Antiguos miembros
- Alberto Serrano - Guitarra (2011-2015)
- Sergio Fernández - Voz y trompeta (2002-2007)
- Miguel "Perla" - Voz (2007-2011)
- Pedro Martínez - Guitarra (2001-2013)
- Arturo Gracia Bellod - guitarra (2001-2011) (2015-2019)
- Paco gonzález- batería (2001-2022)